# النبالة في الألعاب الأولمبية الصيفية 2008
تمت منافسات النبالة للألعاب الأولمبية الصيفية 2008 في الفترة الواقعة بين 9 و15 أغسطس/آب في المتنزه الأولمبي الأخضر في بكين العاصمة الصينية.

## الاختبارات
ستشتمل المنافسة على أربع اختبارات:
- فردية رجال 70 متر.
- فردية سيدات 70 متر.
- فرق رجال 70 متر.
- فرق سيدات 70 متر.

## الأمم المتأهلة

### الفرق
| رجال | سيدات |
| • كندا · • الصين · • المملكة المتحدة · • إيطاليا · • كوريا الجنوبية · • بولندا · • تايوان · • أوكرانيا · • الولايات المتحدة | • الصين · • كولومبيا · • فرنسا · • المملكة المتحدة · • الهند · • إيطاليا · • كوريا الجنوبية · • بولندا · • تايوان · |

### المنافسات الفردية
| رجال | سيدات |
| • كندا (3 مشترك) · • الصين (3 مشترك) · • المملكة المتحدة (3 مشترك) · • إيطاليا (3 مشترك) · • كوريا الجنوبية (3 مشترك) · • بولندا (3 مشترك) · • تايوان (3 مشترك) · • أوكرانيا (3 مشترك) · • الولايات المتحدة (3 مشترك) · • أستراليا (2 مشترك) · • اليابان (2 مشترك) · • ماليزيا (2 مشترك) · • روسيا (2 مشترك) · • بلغاريا · • الدنمارك · • ألمانيا · • إيران · • المكسيك · • رومانيا · • السويد · • تركيا · | • الصين (3 مشترك) · • كولومبيا (3 مشترك) · • فرنسا (3 مشترك) · • المملكة المتحدة (3 مشترك) · • الهند (3 مشترك) · • إيطاليا (3 مشترك) · • كوريا الجنوبية (مشترك 3) · • بولندا (3 مشترك) · • تايوان (3 مشترك) · • جورجيا (2 مشترك) · • اليابان (2 مشترك) · • هولندا (2 مشترك) · • كوريا الشمالية (2 مشترك) · • روسيا (2 مشترك) · • أوكرانيا (2 مشترك) · • الدنمارك · • اليونان · • كازاخستان · • الولايات المتحدة · |

## الميداليات
| التصنيف    | الذهبية               | الفضية                        | البرونزية                 |
| ---------- | --------------------- | ----------------------------- | ------------------------- |
| فردي رجال  | فيكتور روبان أوكرانيا | بارك كيونغ مو كوريا الجنوبية  | بير بادينوف روسيا         |
| فردي سيدات | زانغ يوان يوان الصين  | بارك سانغ هيون كوريا الجنوبية | يون أوك هي كوريا الجنوبية |
| فرق رجال   | كوريا الجنوبية        | إيطاليا                       | الصين                     |
| فرق سيدات  | كوريا الجنوبية        | الصين                         | فرنسا                     |

## وصلات داخلية
- الألعاب الأولمبية الصيفية 2008